# Christ Church Lutheran (Minneapolis)

Christ Church Lutheran (Carol M. Highsmith, unbekanntes Datum)

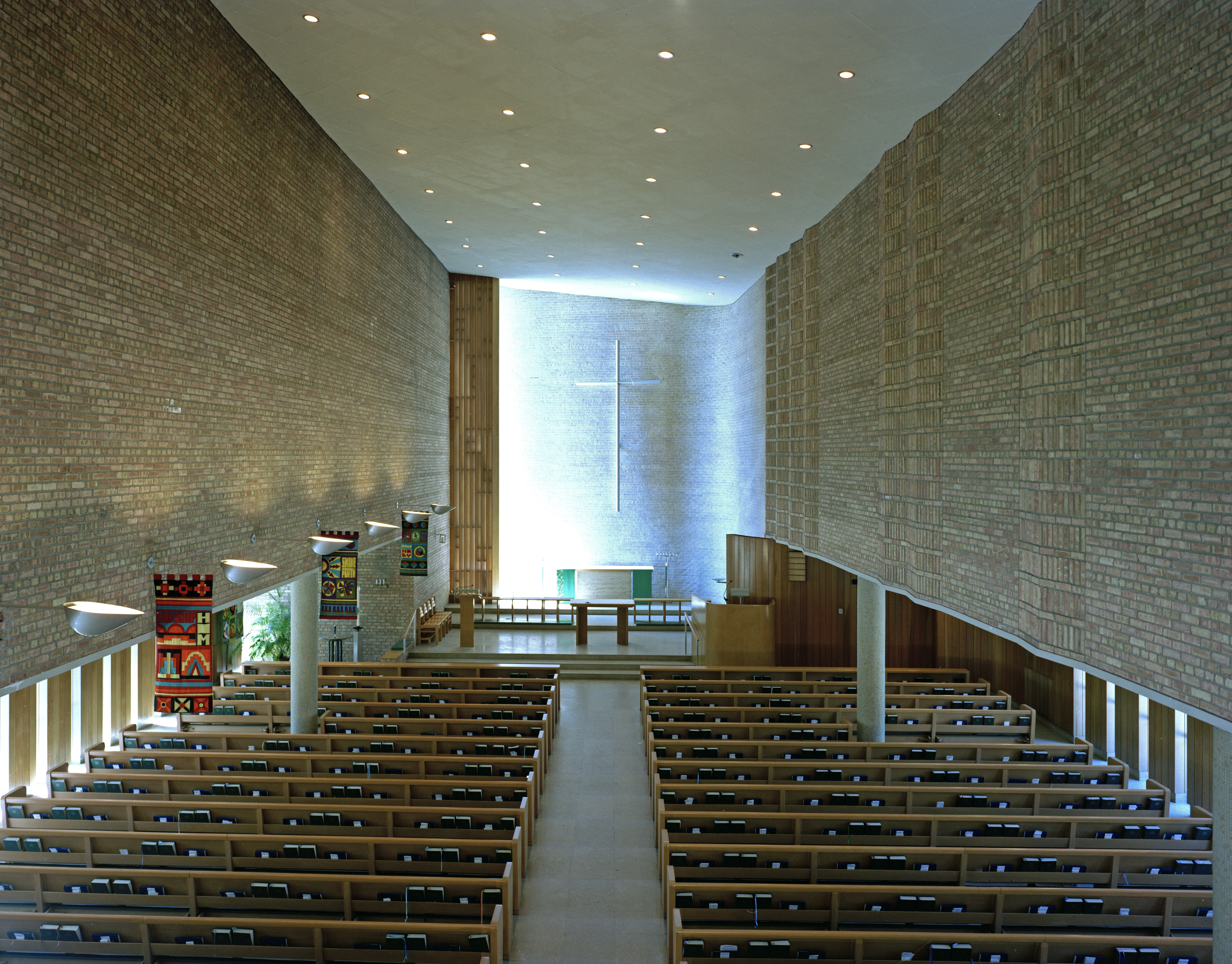
Blick in das Langhaus (Carol M. Highsmith, 2011)

Christ Church Lutheran („Christuskirche Lutherisch“) ist eine Kirchengemeinde der Evangelisch-Lutherischen Kirche in Amerika (ELCA) in der 34th Avenue South, Minneapolis, Minnesota. Sie wurde 1911 als Kirchengemeinde der Lutheran Church – Missouri Synod gegründet. Von dieser hat sie sich aber aufgrund eines Disputs, der zur Gründung der Association of Evangelical Lutheran Churches führte, in den 1970er Jahren gelöst. Die Kirchengemeinde ist insbesondere durch das Kirchengebäude bekannt, welches in das National Register of Historic Places eingetragen ist.

## Bauwerk
Das Kirchengebäude wurde vom Architekturbüro Saarinen and Saarinen geplant, einer Partnerschaft zwischen Eliel Saarinen (1873–1950) und Eero Saarinen (1910–1961). Die behauenen Steintafeln wurden von William M. McVey (1922–1976) geschaffen. Die Kirche wurde 1949 eingeweiht und von Anfang an als architektonisches Meisterwerk anerkannt. Sie gilt als frühes Beispiel moderner Kirchenarchitektur.
Die Kirchengemeinde entschied sich für den Entwurf, als sich herausstellte, dass ein traditionelles neugotisches Bauwerk zu kostspielig würde. Der neue Pastor William A. Buege kontaktierte 1946 den Vater Saarinen, der damals Vorsitzender der Cranbrook Academy of Art war, und überzeugte ihn, den Auftrag anzunehmen. Saarinen hatte 1941 die First Christian Church in Columbus entworfen, die er hier als Vorbild nutzte. Es war Eliel Saarinen letztes Bauwerk; er starb im Jahr nach der Einweihung. Bei der Eröffnung stellte Saarinen fest, „wenn ein Gebäude ehrlich ist, dann ist die Architektur religiös“.
Ein Anbau mit einem Schulgebäude wurde unter der Aufsicht des Sohnes Eero Saarinen durch dessen ehemaligen Angestellten Glen Paulsen geplant und 1962 fertiggestellt – der Anbau war also das letzte Projekt auch des Sohnes, der 1961 verstarb. Er ist durch einen Bogengang mit dem Kirchengebäude verbunden und um einen Hof angelegt. Das Design des Anbaus wurde so angefertigt, dass es mit dem früheren Bau harmoniert und diesen ergänzt.
Das Bauwerk wurde 1977 vom American Institute of Architects mit dem Twenty-five Year Award ausgezeichnet, der bislang (2008) nur für zwei Kirchenbauwerke verliehen wurde. Es wurde 2001 in das National Register of Historic Places eingetragen und am 16. Januar 2009 zu einer National Historic Landmark erklärt.